# Marko Ostoja
Marko Ostoja (Bonn, 20 ottobre 1960) è un ex tennista croato.
In carriera ha gareggiato per la Jugoslavia.

## Carriera
Ha vinto 1 titolo in singolare, nel 1981 al Brussels Outdoor, battendo in finale Ricardo Ycaza per 4–6, 6–4, 7–5. Nei tornei del Grande Slam ha ottenuto il suo miglior risultato raggiungendo il terzo turno nel singolare all'Open di Francia e agli US Open, rispettivamente nel 1982 e nel 1985.
In Coppa Davis ha disputato 27 partite, collezionando 18 vittorie e 9 sconfitte.

## Statistiche

### Singolare

#### Vittorie (1)
| Numero | Anno | Torneo                      | Superficie  | Avversario in finale | Punteggio     |
| 1.     | 1981 | Brussels Outdoor, Bruxelles | Terra rossa | Ricardo Ycaza        | 4–6, 6–4, 7–5 |